# (17555) Kenkennedy
(17555) Kenkennedy est un astéroïde de la ceinture principale aréocroiseur.

## Description
(17555) Kenkennedy est un astéroïde aréocroiseur. Il présente une orbite caractérisée par un demi-grand axe de 2,37 UA, une excentricité de 0,32 et une inclinaison de 21,6 par rapport à l'écliptique.